# استان بوریرام

نقشهٔ Thailand و جایگاه استان امنات بوری رام.

استان بوری رام یا بوریرام یکی از استانهای کشور Thailand است. مساحت آن 10300 کیلومترمربع می‌باشد. جمعیت این استان در سال ۲۰۰۰ بالغ بر ۱۴۹۰۰۰۰ نفر برآورد شده‌است.
استان بوری رام از نظر تقسیمات کشوری بخشی از ناحیه شمال خاوری تایلند به حساب می‌آید. مرکز این استان شهر بوریرام است.